# Горецький район
Горецький район — адміністративно-територіальна одиниця Могильовської області Білорусі.

## Відомі особи
- У с. Першино[ru] народився Крупський Іван Лазаревич (1926—1987) — Герой Соціалістичної Праці.